# Det Internationale Atomenergiagentur
Det Internationale Atomenergiagentur (International Atomic Energy Agency, forkortes IAEA) er FN's organ for fredelig udnyttelse af kerneenergi. IAEA blev grundlagt den 29. juli 1957 og har hovedsæde i Wien.
Formålet med IAEA er at fremme sikkerhed og sundhed i forbindelse med udvikling af atomteknologi. IAEA driver og støtter forskningslaboratorier, udarbejder standarder, står for konventioner og udfører inspektioner for at sikre, at de nukleare resurser kun anvendes på fredelig vis. IAEA’s standarder nyder international anerkendelse. Standarderne danner grundlag for national lovgivning og udarbejdelse af standarder, bl.a. på EU-plan.
Det Internationale Atomenergiagentur modtog sammen med agenturets formand Mohammed el-Baradei i 2005 Nobels fredspris.

## Formænd
| Navn                  | Nationalitet | Periode                              |
| --------------------- | ------------ | ------------------------------------ |
| W. Sterling Cole      | USA          | 1. december 1957 – 30. november 1961 |
| Sigvard Eklund        | Sverige      | 1. december 1961 – 30. november 1981 |
| Hans Blix             | Sverige      | 1. december 1981 – 30. november 1997 |
| Mohamed ElBaradei     | Egypten      | 1. december 1997 – 30. november 2009 |
| Yukiya Amano          | Japan        | 1. december 2009 – 18. juli 2019     |
| Cornel Feruță         | Rumænien     | 25. juli 2019 - 2. december 2019     |
| Rafael Mariano Grossi | Argentina    | 3. december 2019 - nuværende         |